# Cuiseaux
Cuiseaux este o comună în departamentul Saône-et-Loire, Franța. În 2009 avea o populație de 1.760 de locuitori.

## Evoluția populației
| An        | 1975  | 1982  | 1990  | 1999  | 2006  | 2009  |
| --------- | ----- | ----- | ----- | ----- | ----- | ----- |
| Populație | 1.813 | 1.816 | 1.779 | 1.749 | 1.764 | 1.760 |